# Barolo (Piemonte)
Barolo é uma comuna italiana da região do Piemonte, província de Cuneo, com cerca de 679 habitantes. Estende-se por uma área de 5 km², tendo uma densidade populacional de 136 hab/km². Faz fronteira com Castiglione Falletto, La Morra, Monforte d'Alba, Narzole, Novello.
Nesta região é produzido o vinho Barolo feito com as uvas Nebbiolo e com destaque especial para Angelo Gaja, produtor dos Barolos e Barbarescos mais apreciados no mundo.

## Demografia
| Variação demográfica do município entre 1861 e 2011                               |
|                                                                                   |
| Fonte: Istituto Nazionale di Statistica (ISTAT) - Elaboração gráfica da Wikipedia |